# Jusangjeolli

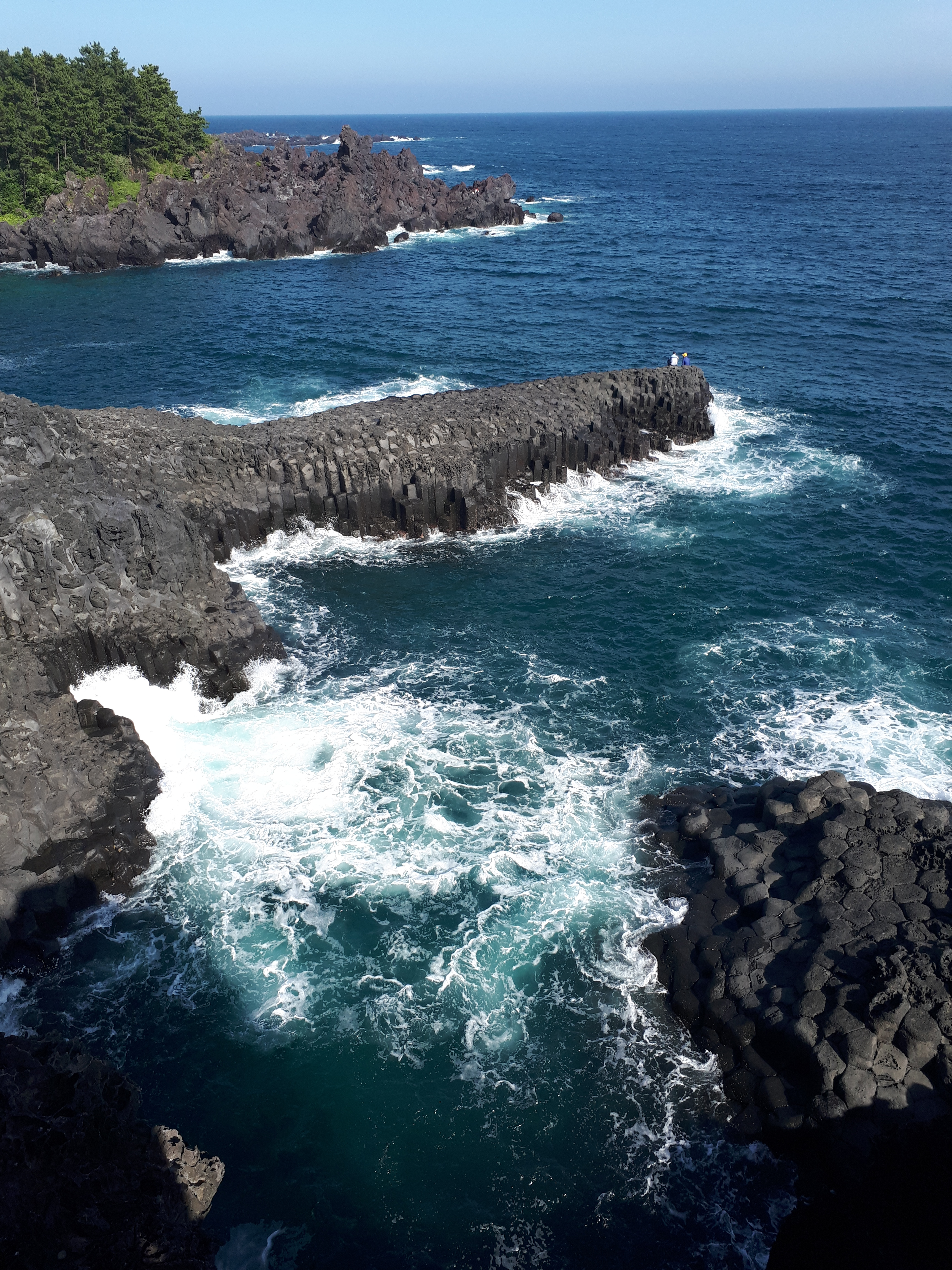
Cingles de Jusangjeolli a l'illa Jeju

El cingle Jusangjeolli (en coreà: 주상절리대(대포동지삿개), unió columnar) és una espectacular formació de roques volcàniques a la costa sud de l'illa de Jeju, Corea del Sud. Es tracta d'un conjunt de columnes basàltiques similar a la de la calçada dels gegants a Irlanda del Nord.
Els cingles de Jusangjeolli foren creats quan la lava de la muntanya Hallasan va caure sobre la mar de Jungmun. Fou establert com a Monument Natural de Corea del Sud Núm. 443 el 6 de gener de 2005.